# Вассе, Луи Клод
Луи Клод Вассе (фр. Louis-Claude Vassé; 1716, Париж — 30 ноября 1772, Париж) — французский скульптор.

## Биография
Родился в 1717 году в Париже в семье скульптора скульптора Антуана Франсуа Вассе и его супруги Мари-Жермен, урождённой Лаббе.
Учился ремеслу скульптора сперва под руководством отца, а затем — в мастерской у Эдме Бушардона.
В 1739 году получил Римскую премию первой степени в области скульптуры, после чего получил возможность отправиться в Рим, где в 1740 году жил и работал во Французской академии на Вилле Медичи. 
В 1748 году стал «назначенным в академики», а в 1751 году —  академиком (действительным членом) Королевской академии живописи и скульптуры. В 1758 году стал доцентом, а в 1761 году — профессором Академии по кафедре скульптуры. Один из любимых учеников Бушардона, после его смерти Вассе «унаследовал» должность скульптора-оформителя Академии надписей и изящной словесности.
Вассе регулярно выставлялся на ежегодном Парижском салоне в период с 1748 по 1771 год. Создал, среди прочего, монументальное надгробие короля Польши и герцога Лотарингии Станислава Лещинского и гробницу сердца его дочери, Марии Лещинской, для церкви Нотр-Дам-де-Бонсекур в Нанси. Создавал портретные бюсты представителей высшей аристократии, в том числе, графа Келюса. По заказу фаворитки короля маркизы де Помпадур выполнил статую доярки для украшения молочной фермы при замке Креси. Создавал также скульптуры на аллегорические и мифологические сюжеты.
Как профессор Королевской академии живописи и скульптуры, Вассе имел многочисленных учеников, среди которых выделялись Феликс Леконт и Мартен Клод Моно. 
Скончался скульптор Вассе в 1772 году в Париже.

## Галерея

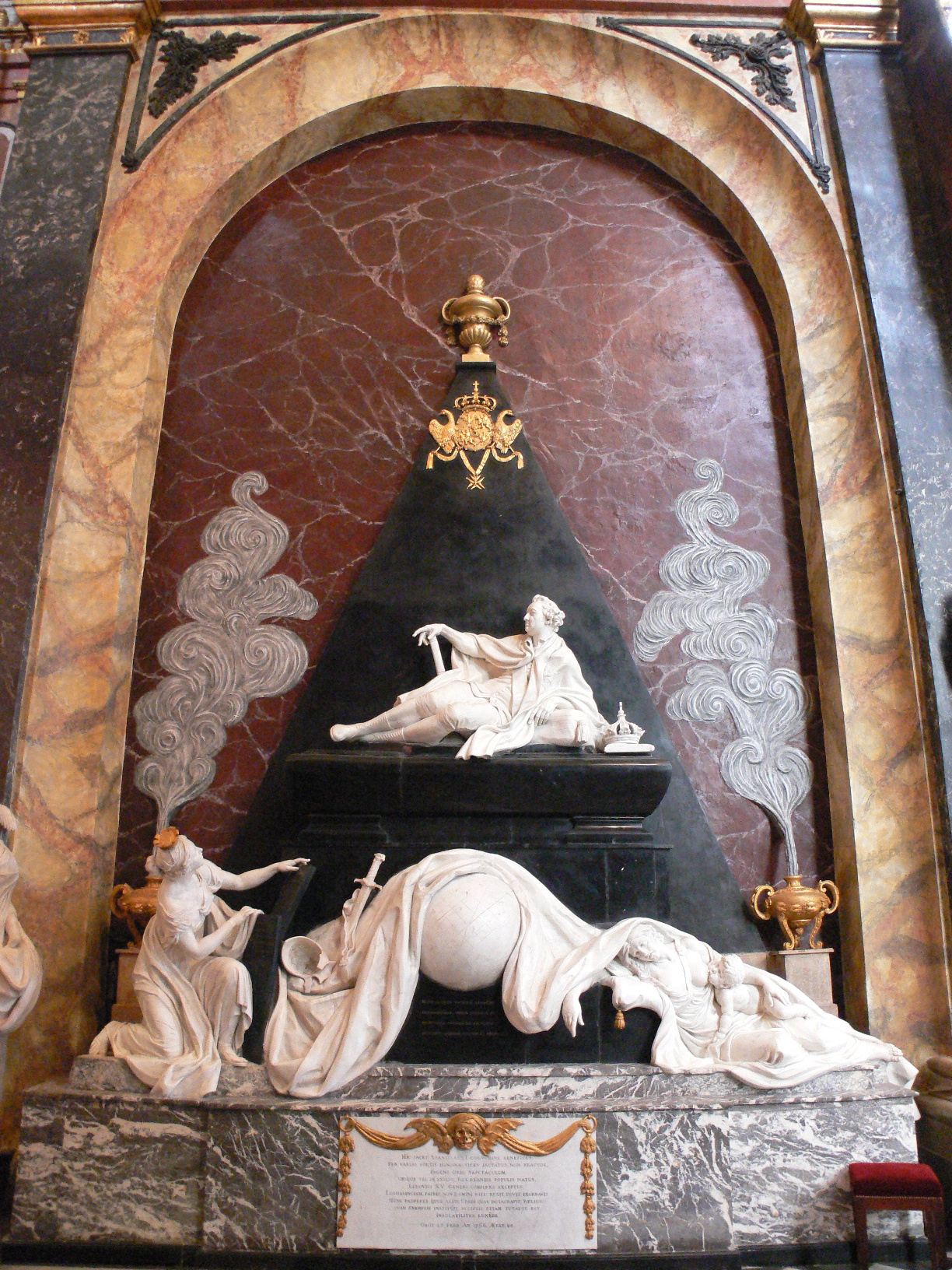
Надгробие короля Польши и герцога Лотарингии Станислава Лещинского (1768), церковь Нотр-Дам-де-Бонсекур, Нанси
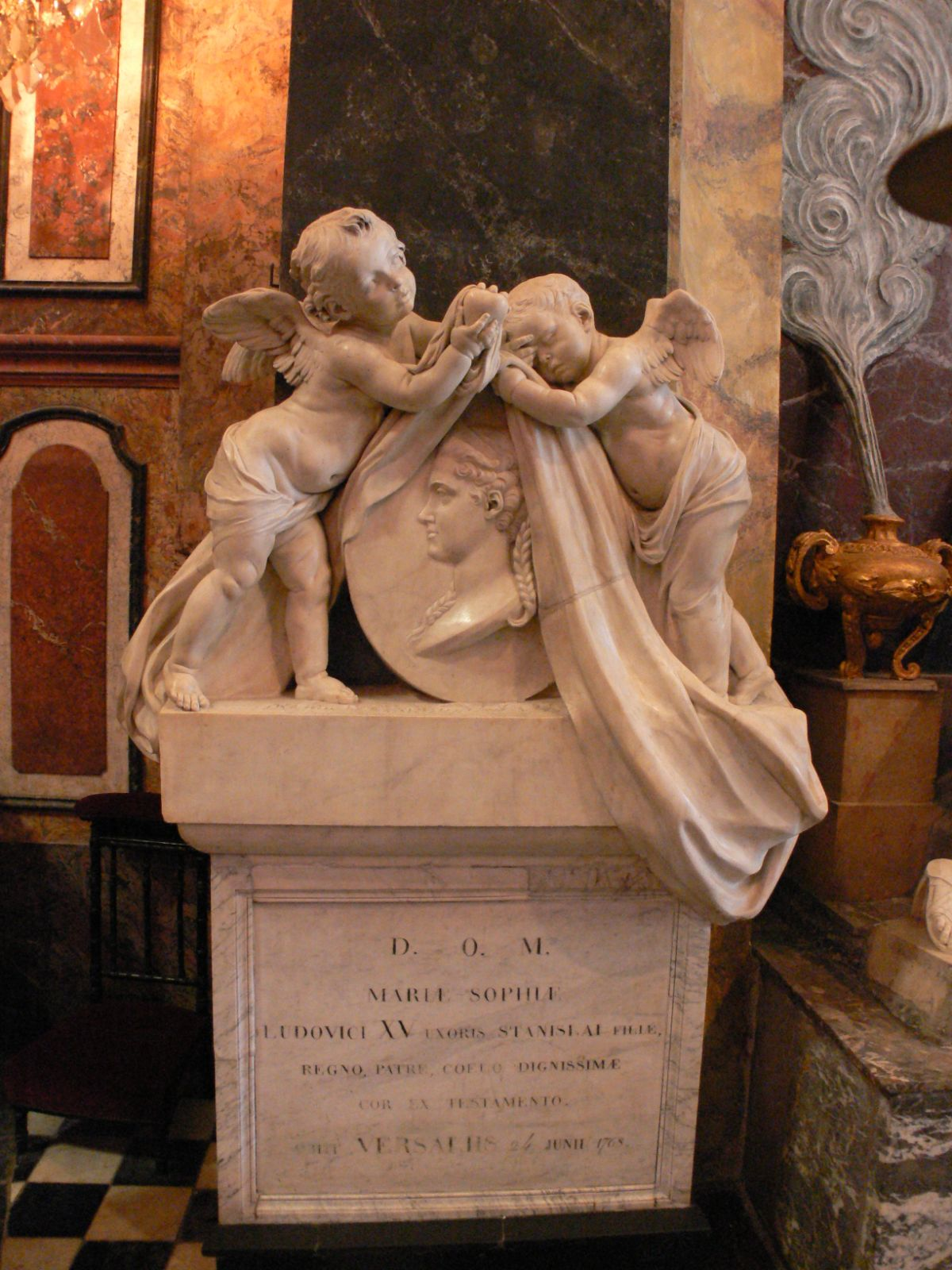
Гробница сердца Марии Лещинской (1768), церковь Нотр-Дам-де-Бонсекур, Нанси
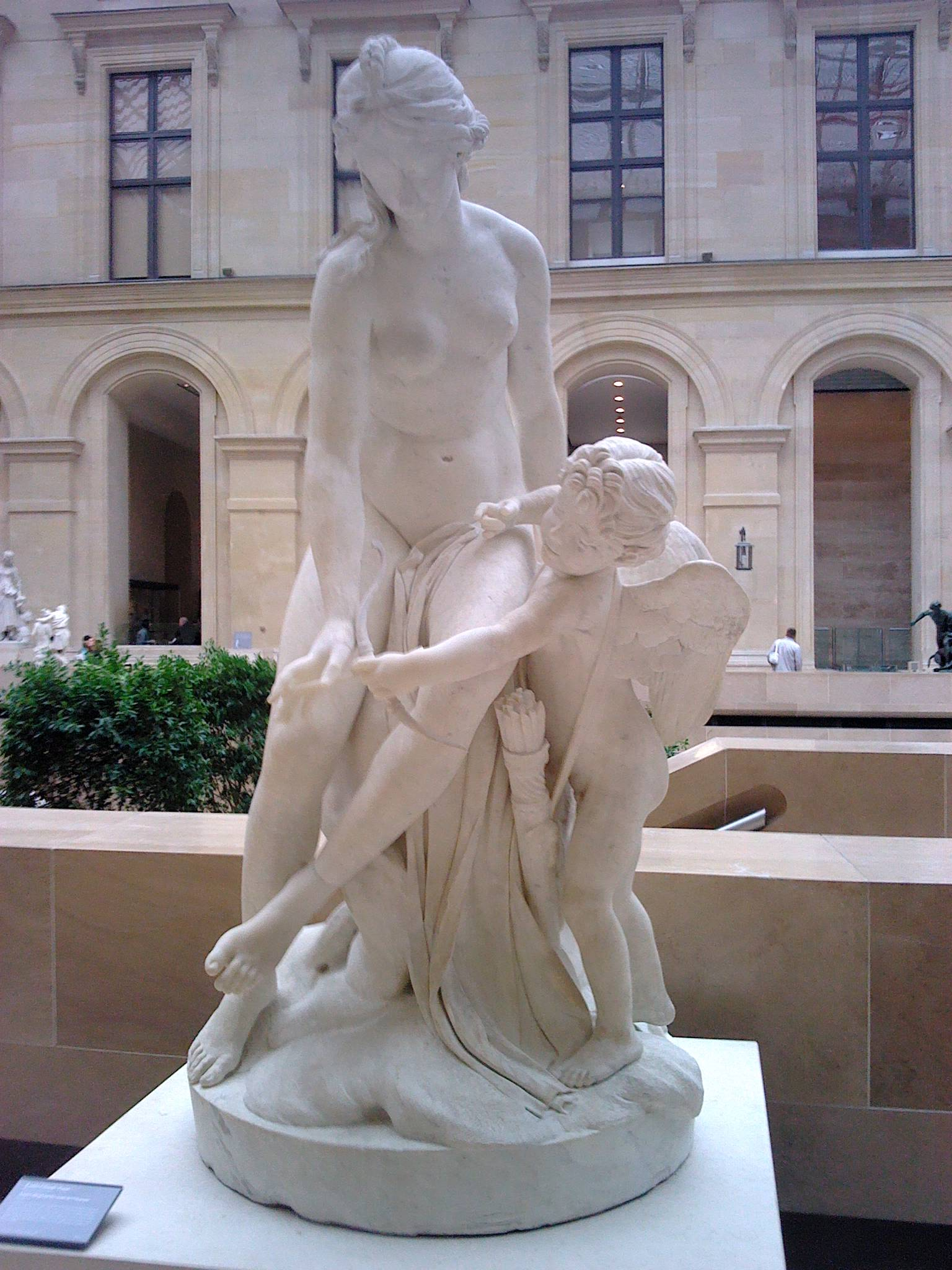
Венера, направляющая стрелы Амура (вторая половина 1750-х годов), Лувр
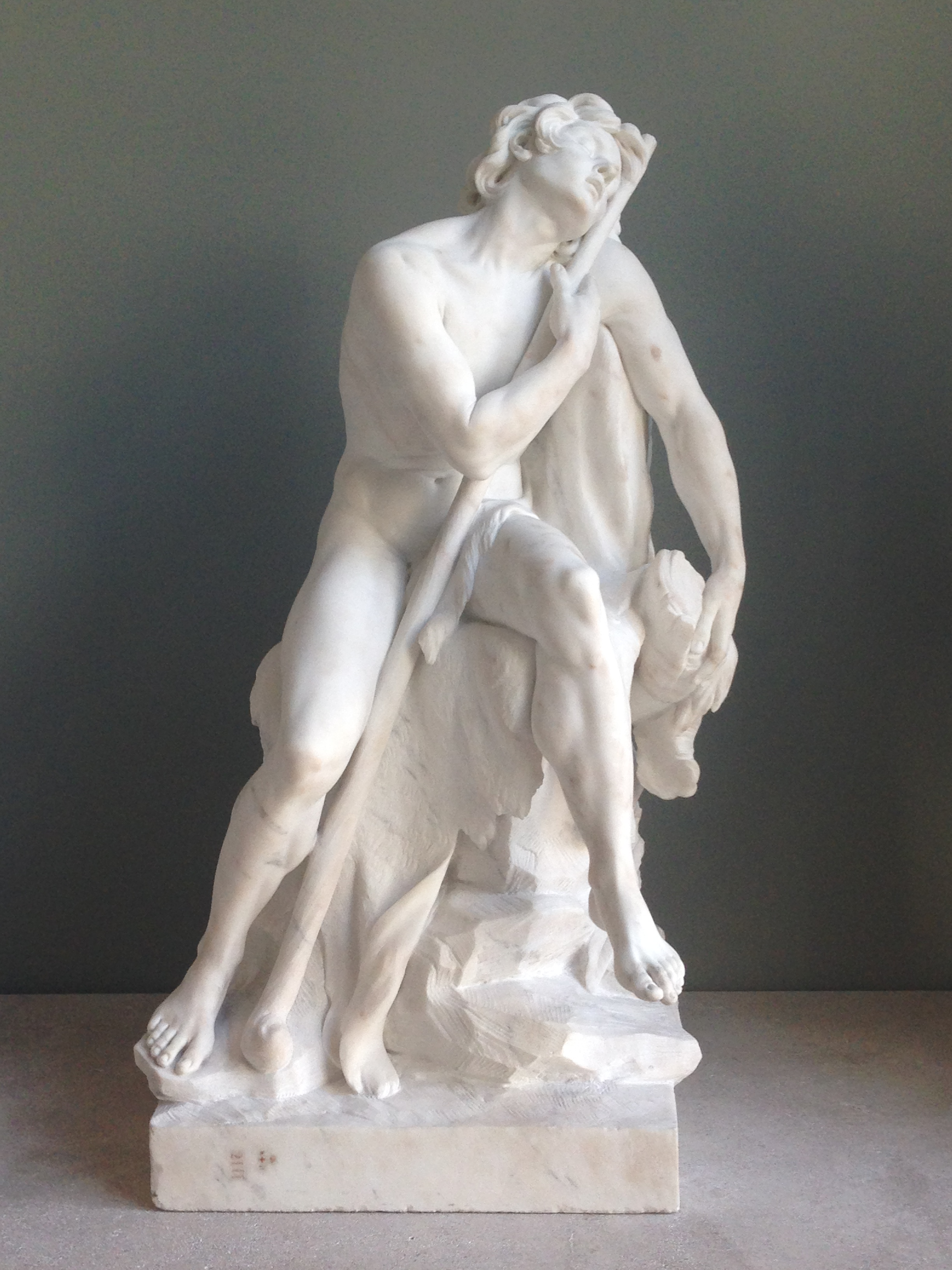
Отдыхающий пастух, 1751, Лувр
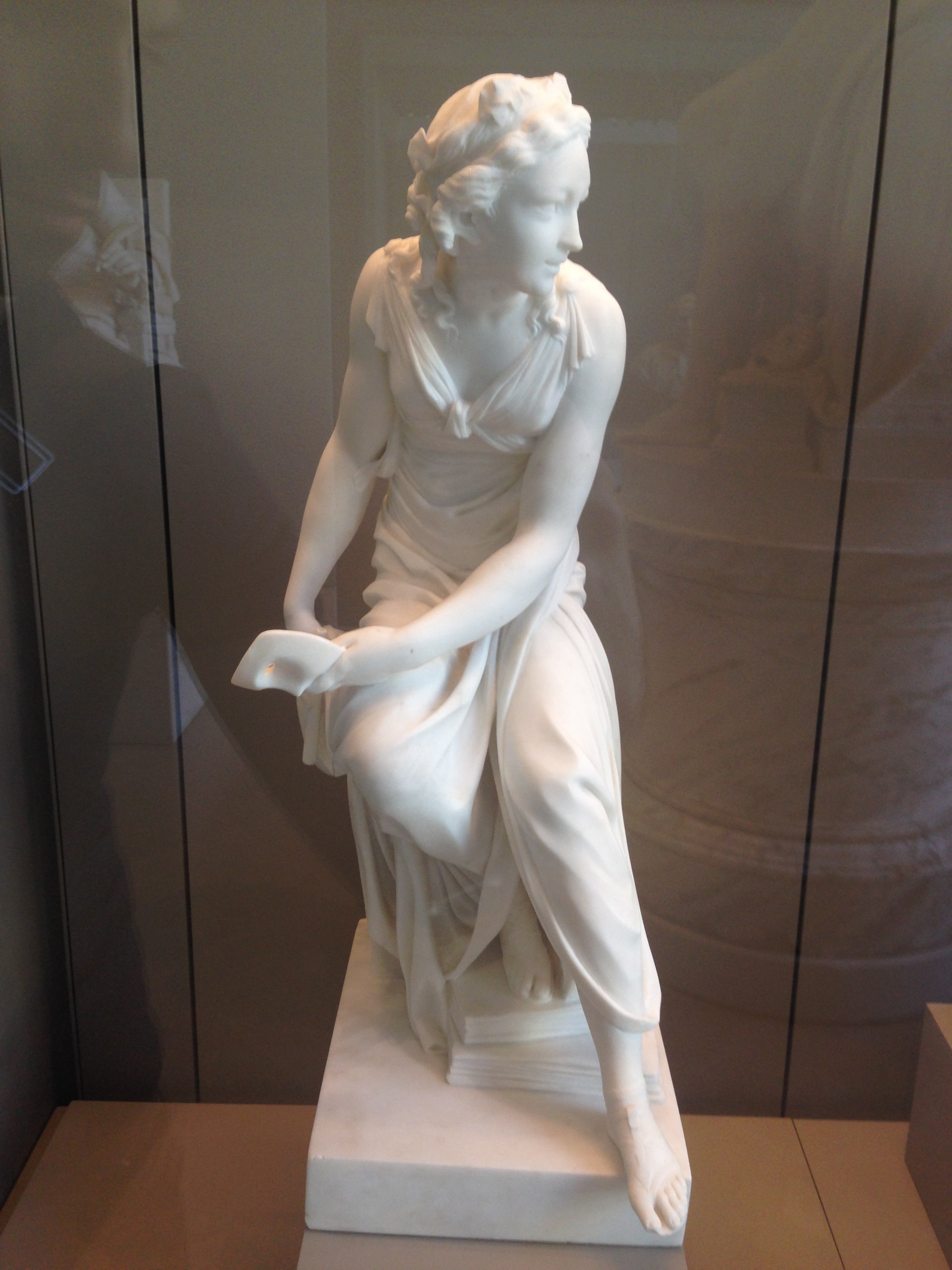
Аллегория Комедии, 1765, Лувр
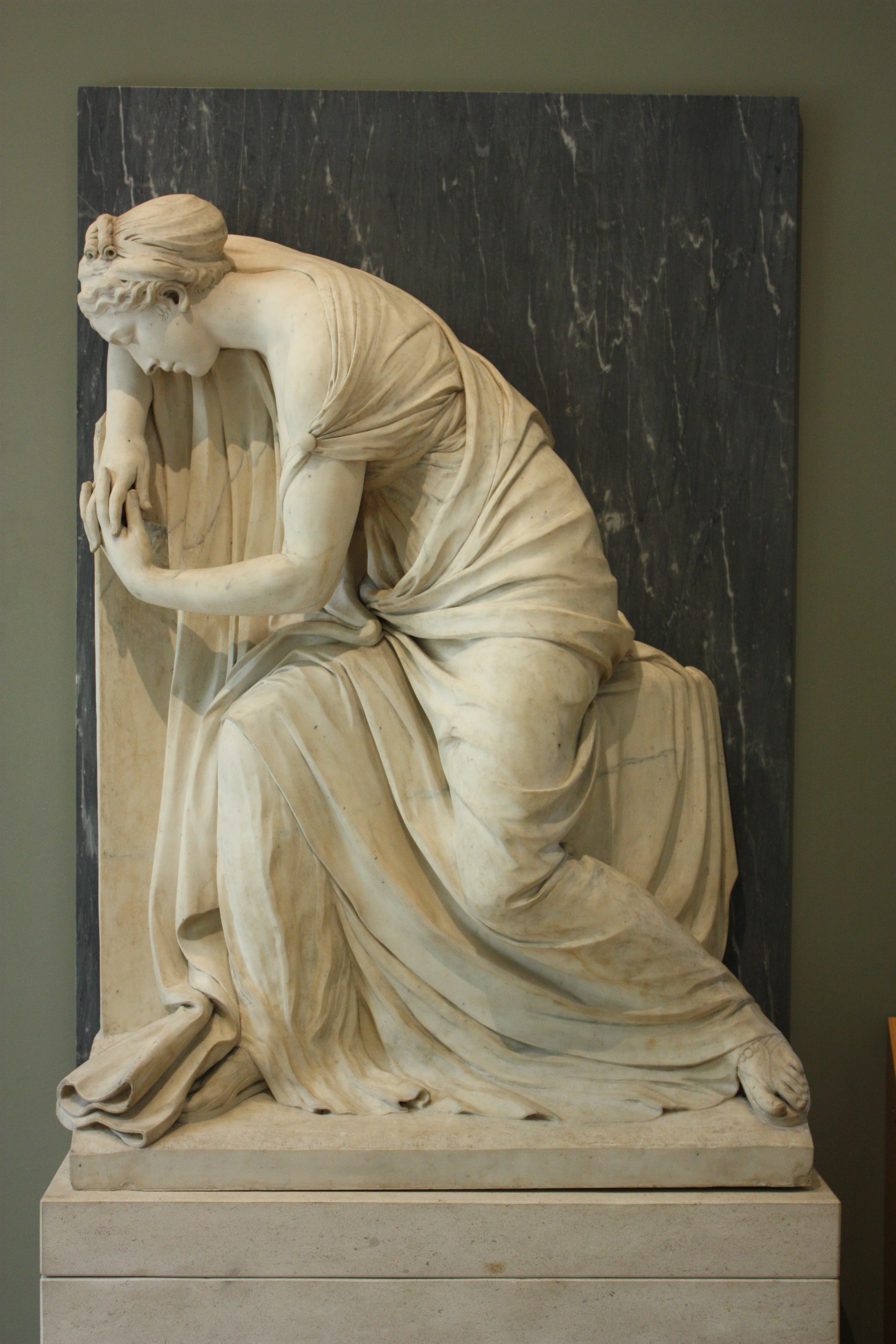
Скорбящая (вероятно, фигура с несохранившегося надгробия), Лувр